# آلن راگوئل
آلن راگوئل (انگلیسی: Alain Raguel؛ زادهٔ ۶ اکتبر ۱۹۷۶) بازیکن فوتبال اهل فرانسه است.
از باشگاه‌هایی که در آن بازی کرده‌است می‌توان به باشگاه فوتبال پانیونیوس، باشگاه فوتبال ایراکلیس ۱۹۰۸، باشگاه فوتبال آترومیتوس، باشگاه فوتبال لیل، و باشگاه فوتبال پاناتینایکوس اشاره کرد.